# Skäralid (ravin)

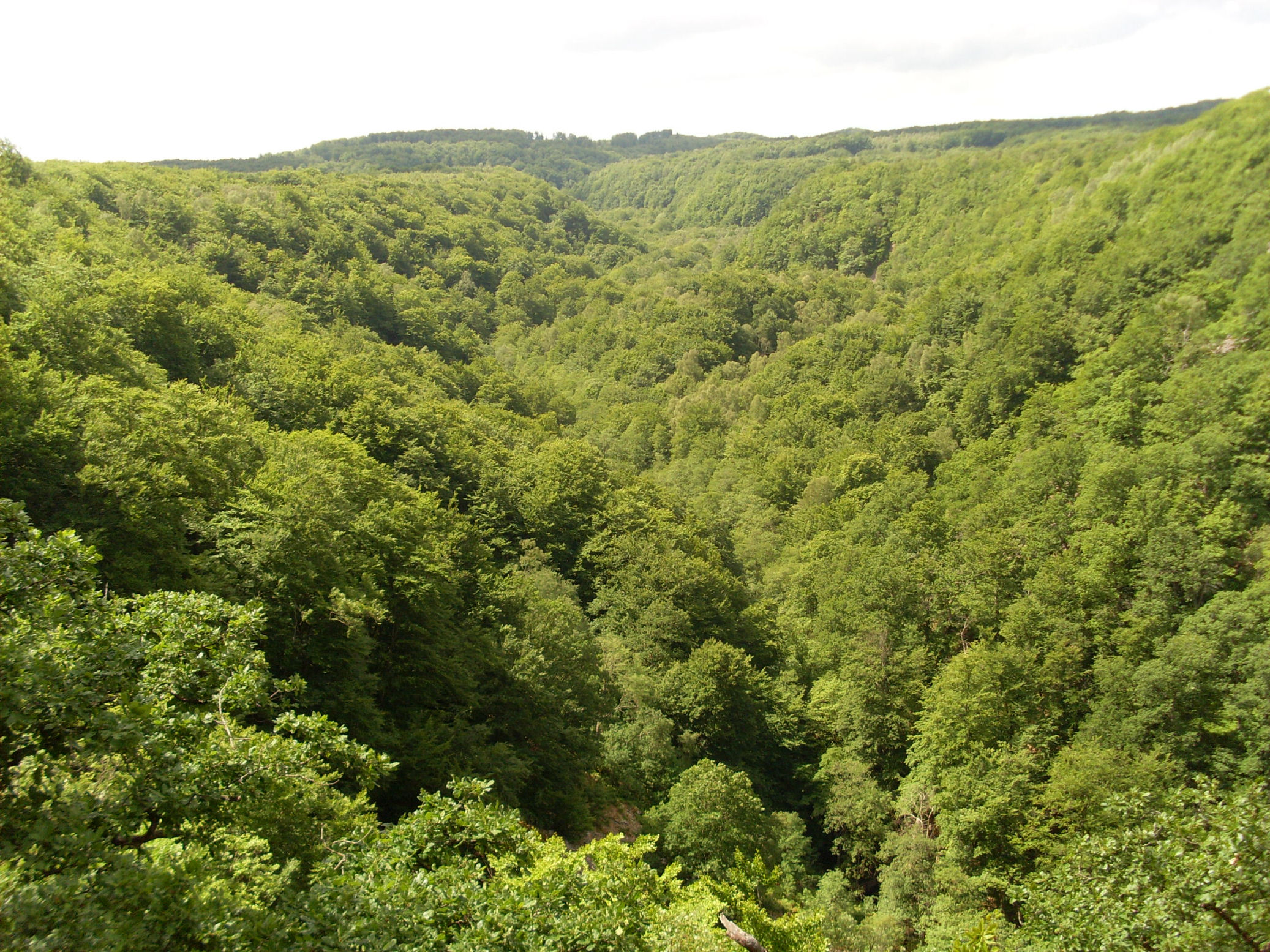
Bild över ravinen vid Skäralid. Bilden är tagen från utsiktpunkten Hjortsprånget.

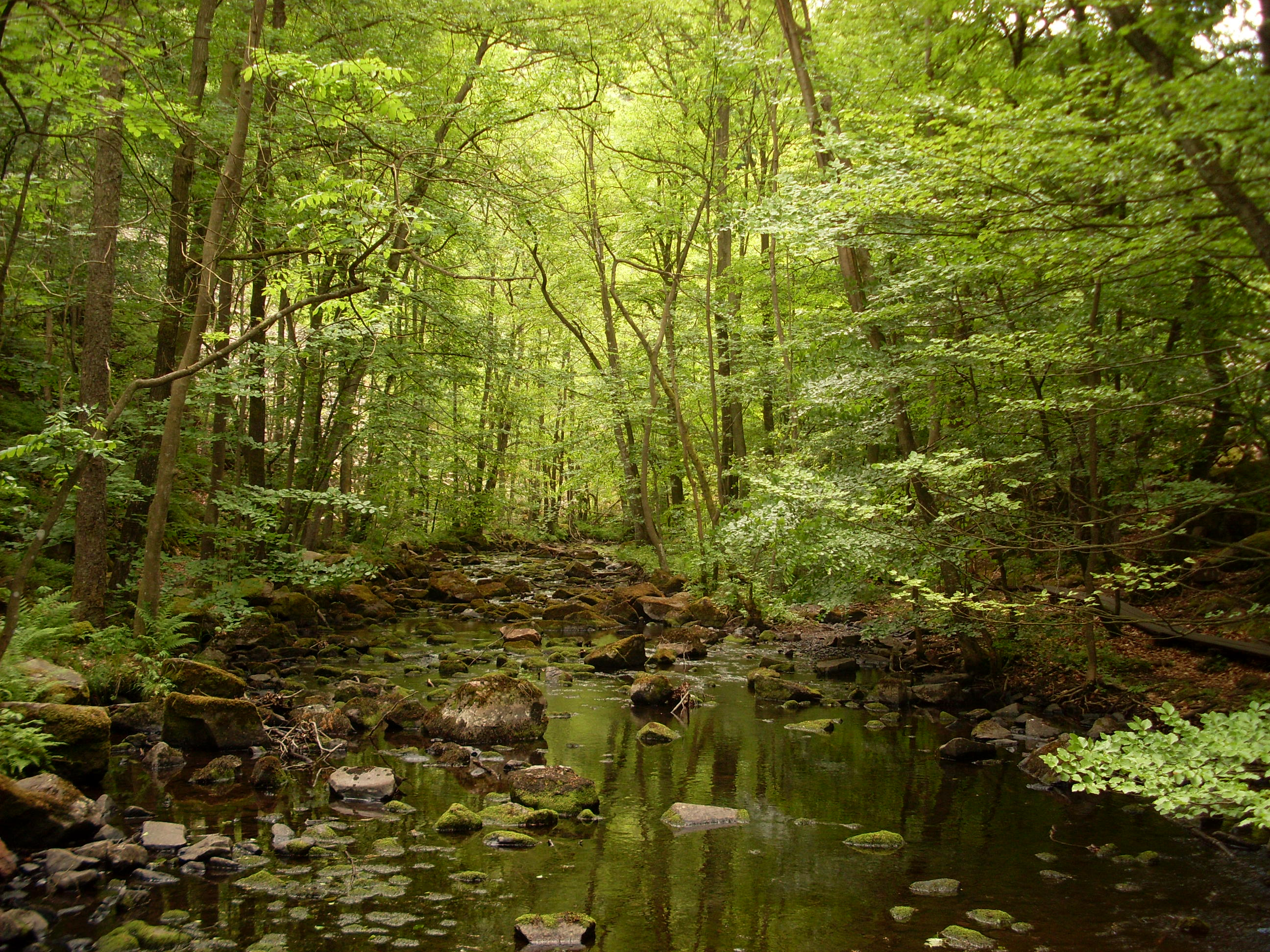
Skärån rinner nere i ravinen.

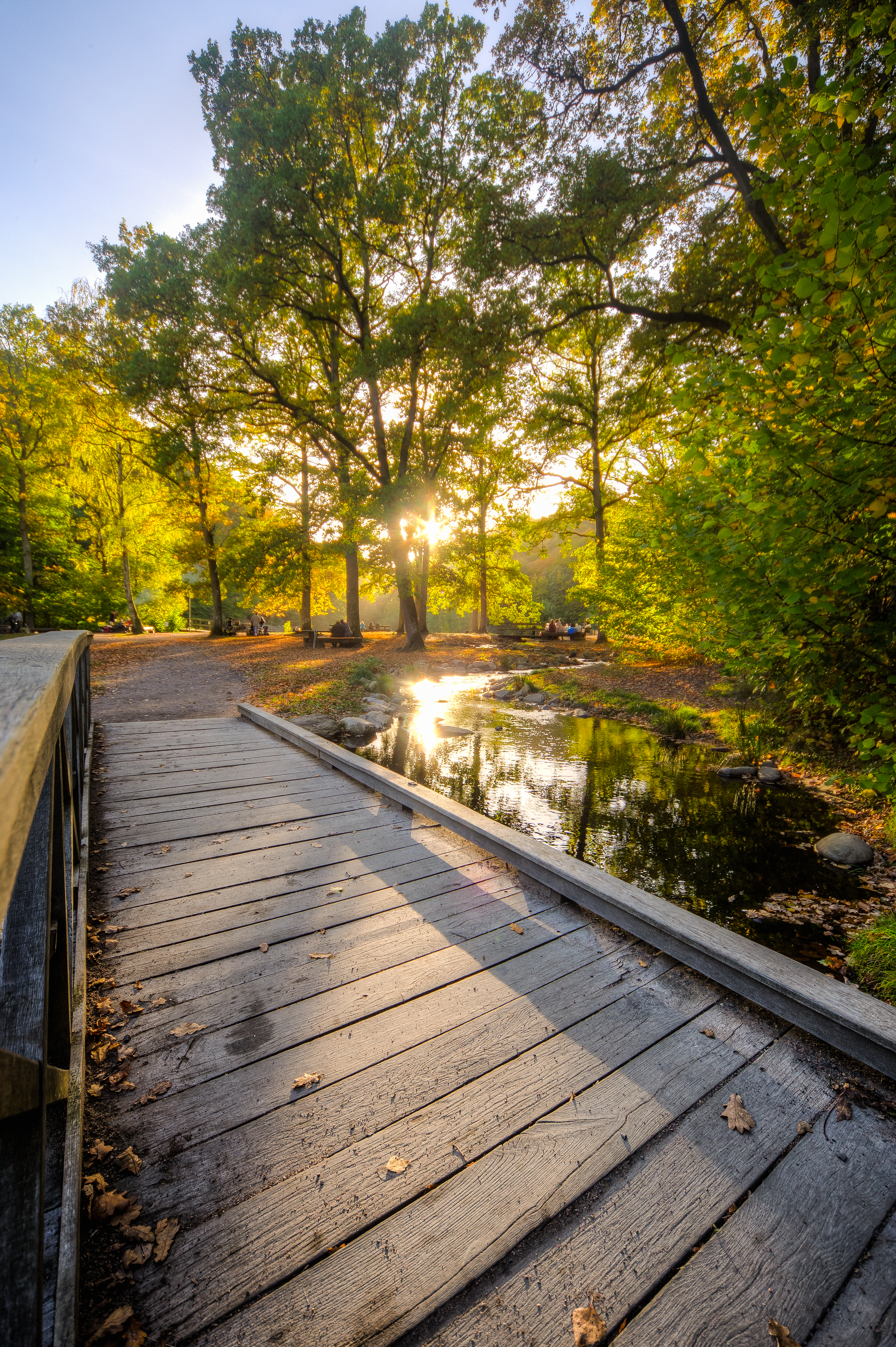
Parkområde vid besökscentret

Skäralid är en sprickdal eller kanjondal i Söderåsens nationalpark med upp till 100 meter höga rasbranter. Den kan bland annat ses från den intilliggande utsiktspunkten Kopparhatten. Det har varit fyra istider under de senaste årmiljonerna, och istiderna har bidragit till dalarnas utformning.
I ravinens mynning, vid Skäralidsdammen, ligger nationalparkens besökscenter.